# Celtic Thunder
Celtic Thunder é um grupo musical celta, composto por seis solistas masculinos que cantam tanto em solos quanto em duetos, quartetos e etc. Celtic Thunder estreou em agosto de 2007, na Dublin City University, em Dublin, Irlanda. 

## Integrantes

### Formação atual
- Neil Byrne: nasceu em 16 de novembro de 1977. Tocava guitarra e baixo para o produtor Phil Coulter e depois foi convidado a participar do Celtic Thunder. Atualmente é considerado o líder do grupo.[2][2]
- Ryan Kelly: nasceu em 06 de novembro de 1978. É formado em contabilidade. Possui alguns prêmios por seu talento. Já jogou basquete e futebol gaélico a nível nacional. Está desde o começo do grupo.[2]
- Keith Harkin: nasceu em 10 de junho de 1986. Sabe tocar guitarra até abrindo alguns shows. Tem sua própria gravadora. Está desde o começo do grupo.[2]
- Emmet Cahill: nasceu em  18 outubro de 1990. Foi chamado em 2010 na intenção de substituir Paul Byrom. Sabe tocar piano. Foi nomeado o cantor mais jovem e promissor no Royal Academy of Music Ireland.[2]
- Daniel Furlong: é o mais novo e mais jovem membro do Celtic Thunder. No ano de 2011, ele ganhou o programa "The All Ireland Talent". Passou a integrar o Celtic Thunder no ano de 2011, após a saída de Damian McGinty.[2]

### Ex-membros
- Paul Byrom: nasceu em 11 de abril de 1979. Ele é considerado um tenor. Antes de participar do Celtic Thunder, teve uma carreira solo lançando 2 álbuns. Em 2010, decidiu sair do Celtic Thunder para retomar sua carreira solo.[2]
- Damian McGinty Jr.: nasceu em 09 de setembro de 1992. Entrou no grupo com 14 anos e ganhou seu primeiro concurso de canto com seis anos. Após ver o anúncio no My Space, mostrando que estavam abrindo audições para participar da série Glee, Damian decidiu tentar e acabou saindo como vencedor do The Glee Project, ganhando sete episódios na série. Ele estreia na TV, como Rory no episódio 4 da Terceira Temporada da série norte-americana.[2]
- George Donaldson: nasceu em 01 de fevereiro de 1969, falecido em 12 de março de 2014. Nasceu e cresceu em Glasgow, Escócia. Sabia tocar violão, flauta e violino. Foi lançado como vocalista no Celtic Thunder, era o único casado do grupo.

## Discografia

### Celtic Thunder: The Show
Este é o primeiro album do grupo, lançado em 18 de Março de 2008. Este álbum é uma celebração da herança celta e de homens e seus amores, as atitudes, a individualidade, poder e força, ao longo da jornada da vida . Estreou no número um na parada Billboard Music World  

Musicas do Álbum 

“Heartland” – Celtic Thunder 

“Mountains of Mourne” – Keith Harkin (tradicional)

“Raggle Taggle Gypsy” – Celtic Thunder (tradicional)

“Ride On” – Ryan Kelly (written by Jimmy MacCarthy)

“The Old Man” – George Donaldson (written by Phil Coulter)

“Love Thee Dearest” – Paul Byrom (tradicional)

“Heartbreaker” – Ryan Kelly (escrito por Phil Coulter)

“Nights in White Satin” – Paul Byrom (escrito por Justin Hayward of The Moody Blues)

“Come by the Hills” – Damian McGinty (tradicional)

“The Voyage” – George Donaldson (escrito por Johnny Duhan)

“The Island” – Keith Harkin (escrito por Brady)

“Mull of Kintyre” – Celtic Thunder (escrito por Paul McCartney e Denny Laine of Wings)

“Puppy Love” – Damian McGinty (escrito por Paul Anka)

“Lauren & I” – Keith Harkin (escrito por Keith Harkin)

“Steal Away” – Celtic Thunder (escrito por Phil Coulter)

“My Boy” – George Donaldson (escrito por Phil Coulter)

“Desperado” – Ryan Kelly (escrito por Glenn Frey e Don Henley da banda The Eagles)

“Ireland’s Call” – Celtic Thunder (escrito por Phil Coulter)

“That’s A Woman” – Paul Byrom, Ryan Kelly and Zara Curtis (escrito por Phil Coulter)

“She” – Paul Byrom (escrito por Charles Aznavour e Herbert Kretzmer)

“Remember Me, Recuerde Me” – Paul Byrom (escrito por Phil Coulter)

“I Want to Know What Love Is” – Keith Harkin (escrito por Mick Jones of Foreigner)

“Caledonia” – Celtic Thunder (escrito por Dougie MacLean)

### Act Two
Após o primeiro álbum, o grupo Celtic Thunder se tornou um sucesso e lançou o segundo álbum do grupo em 16 de Setembro de 2008. Seguindo a mesma fórmula do primeiro álbum, Act Two mistura músicas clássicas, contemporâneas e celtas. 

Musicas do Álbum 

Ride On 

A Bird Without Wings 

My Boy 

Raggle Taggle Gypsy 

Love Thee Dearest 

I Want to Know What Love Is 

Heartbreaker 

Mull of Kintyre

Nights in White Satin 

Young Love 

Yesterday's Men 

That's a Woman 

Danny Boy 

Caledonia 

Heartland 

Castles in the Air 

Christmas 1915 

### Take me Home
Este é o terceiro álbum do grupo que foi lançado em 14 de Julho de 2009. Após 45 semanas no topo da Billboard Music World e uma turnê de shows pelos EUA. Take me Home levou o grupo a tocar na comemoração do Dia de São Patrício e para para a família do presidente Obama e convidados.

Musicas do Álbum

“Heartland” – conjunto 

“A Bird Without Wings” – Damian McGinty & George Donaldson 

“A Working Man” – George Donaldson 

“Danny Boy” – conjunto 

“Desperado” – Ryan Kelly 

“Take Me Home” – conjunto 

“Castles in the Air” – Keith Harkin 

“Happy Birthday Sweet 16” – Damian McGinty 

“Steal Away” – conjunto 

“Remember Me, Recuérdame” – Paul Byrom 

“Every Breath You Take” – Ryan Kelly 

“Belfast Polka/Pennsylvania Railroad” – Celtic Band 

“I’m Gonna Be (500 Miles)” – George Donaldson 

“Breaking Up is Hard to Do” – Damian McGinty 

“Lauren & I” – Keith Harkin 

“You Raise Me Up” – Paul Byrom 

“Appalachian Round up” – Banda Celta

“Caledonia” – conjunto 

### It's Entertainment!
Este é o quarto álbum do grupo lançado 9 de Fevereiro de 2010. Este album traz músicas antigas e novas, o show conta com nove bailarinos e o guitarrista da banda, Neil Byrne,tem a chance de mostrar seu talento cantando uma música. 

Musicas do Álbum

“Take Me Home”

“Every Breath You Take”

“Just Like Jesse James”

“Hard to Say I’m Sorry”

“Home”

“Life Without You”

“You Raise Me Up”

“Hallelujah”

“Standing on the Corner”

“Bad Bad Leroy Brown”

"Surfer Medley"

“Doo Wacka Doo”

“I’m Gonna Be (500 Miles)”

“I Still Haven’t Found What I’m Looking For”

“Lough Swilly Railway”

“Ireland’s Call”

### Christmas
Este é o quinto álbum do grupo lançado 12 de Outubro de 2010. O grupo lança este cd na intenção de celebrar um dos maiores feriados mundiais que é o Natal. Este álbum traz algumas músicas tradicionais  e canções inéditas.

Musicas do Álbum

It's Beginning To Look A Lot Like Christmas

Winter Wonderland
		 
Let It Snow, Let It Snow, Let It Snow
	 
Last Christmas	 
	 
Silent Night	
  
Going Home For Christmas	
  
When You Wish Upon A Star
	 	 
Our First Christmas Together	
 	 
Christmas 1915	  

Baby, It's Cold Outside
	 	 
Ave Maria	 	 

All I Want For Christmas Is You
	  
I Wish It Could Be Christmas Everyday
	 
The Most Wonderful Time Of The Year/We Wish You A Merry Christmas

### Heritage
Este é o sexto álbum do grupo lançado 22 de Fevereiro de 2011. Este álbum concentra-se completamente nas raízes irlandesas e celebra as tradições celtas.

Músicas do Álbum

1. Heartland 

2. Buachaill O'n Eirne 

3. The Dutchman 

4. Black is the Colour 

5. Working Man 

6. Home from the Sea 

7. Just a Song at Twilight 

8. Belfast Polka 

9. Gold & Silver Days 

10. Noreen 

11. Steal Away 

12. Skye Boat Song 

13. Whiskey in the Jar 

14. My Love is like a Red Red Rose 

15. Ireland's Call 

16. A Voice in the Choir 

### Storm
Este é o sétimo álbum do grupo lançado 20 de Setembro de 2011.